# Ortaiaze
Ortaiaze (Ortayazı), historicamente chamado Mejencerta (em armênio: Մժնկերտ; romaniz.: Mžnkert), é uma bairro (almofala) do distrito e município de Bascale, da província e área metropolitana de Vã, na Turquia. No Império Otomano, fez parte do caza (distrito) de Bascale, no sanjaco de Vã do vilaiete de Vã. No final do século XIX, tinha uma população de 55-60 mil armênios e 10 mil curdos. Havia duas igrejas e uma escola de arte. Os armênios foram deportados em 1895 e 1915.